# Primera División de Chile 1983
Primera División de Chile 1983 var den chilenska högstaligan i fotboll för herrar för säsongen 1983, som slutade med att Colo-Colo vann för fjortonde gången. Serien spelades under säsongen 1983 ända in i 1984 och hann således inte kvalificera lag till Copa Libertadores 1984. Detta innebar att högstaligan 1983 kvalificerade lag till Copa Libertadores 1985 och lagen till 1984 års säsong valdes genom insatserna i Copa Chile 1983.

## Kvalificering för internationella turneringar
- Copa Libertadores 1984
  - Vinnaren av Copa Chile 1983: Universidad Católica
  - Tvåan i Copa Chile 1983: O'Higgins
- Copa Libertadores 1985
  - Vinnaren av Primera División: Colo-Colo
  - Vinnaren av Liguilla Pre-Libertadores: Magallanes

## Sluttabell
Vinnaren av Copa Chile 1983 fick två extra bonuspoäng, dessutom fick alla semifinalister förutom vinnaren ett bonuspoäng. Dessa bonuspoäng redovisas i tabellen under "BP".
| Plac. | Lag                  | S  | V  | O  | F  | BP | GM | IM | MSK | Poäng |
| ----- | -------------------- | -- | -- | -- | -- | -- | -- | -- | --- | ----- |
| 1     | Colo-Colo            | 42 | 27 | 9  | 6  | 0  | 92 | 41 | 51  | 63    |
| 2     | Cobreloa             | 42 | 26 | 10 | 6  | 0  | 96 | 36 | 60  | 62    |
| 3     | Universidad de Chile | 42 | 21 | 11 | 10 | 0  | 58 | 41 | 17  | 53    |
| 4     | Magallanes           | 42 | 19 | 12 | 11 | 0  | 85 | 62 | 23  | 50    |
| 5     | Universidad Católica | 42 | 15 | 16 | 11 | 2  | 80 | 64 | 16  | 48    |
| 6     | Naval                | 42 | 18 | 11 | 13 | 1  | 63 | 54 | 9   | 48    |
| 7     | Rangers              | 42 | 15 | 17 | 10 | 0  | 63 | 52 | 11  | 47    |
| 8     | Everton              | 42 | 16 | 12 | 14 | 0  | 46 | 46 | 0   | 44    |
| 9     | Fernández Vial       | 42 | 14 | 14 | 14 | 0  | 50 | 57 | -7  | 42    |
| 10    | San Marcos de Arica  | 42 | 15 | 11 | 16 | 0  | 57 | 58 | -1  | 41    |
| 11    | Huachipato           | 42 | 15 | 11 | 16 | 0  | 41 | 48 | -7  | 41    |
| 12    | Palestino            | 42 | 11 | 18 | 13 | 0  | 49 | 62 | -13 | 40    |
| 13    | Green Cross Temuco   | 42 | 13 | 13 | 16 | 0  | 69 | 65 | 4   | 39    |
| 14    | Trasandino           | 42 | 12 | 15 | 15 | 0  | 59 | 60 | -1  | 39    |
| 15    | O'Higgins            | 42 | 12 | 14 | 16 | 0  | 61 | 69 | -8  | 38    |
| 16    | Deportes Iquique     | 42 | 9  | 18 | 15 | 1  | 43 | 60 | -17 | 37    |
| 17    | Deportes Antofagasta | 42 | 12 | 13 | 17 | 0  | 44 | 64 | -20 | 37    |
| 18    | Unión San Felipe     | 42 | 13 | 9  | 20 | 0  | 61 | 80 | -19 | 35    |
| 19    | Regional Atacama     | 42 | 11 | 13 | 18 | 0  | 41 | 63 | -22 | 35    |
| 20    | Unión Española       | 42 | 14 | 5  | 23 | 0  | 56 | 75 | -19 | 33    |
| 21    | Santiago Morning     | 42 | 7  | 14 | 21 | 1  | 46 | 72 | -26 | 29    |
| 22    | Rangers              | 42 | 7  | 14 | 21 | 0  | 34 | 65 | -31 | 28    |

|  | Mästare och kvalificerade till Copa Libertadores 1985. |
|  | Kvalificerade till Liguilla Pre-Libertadores.          |

| Primera División Vinnare av Primera División 1983 |
| ------------------------------------------------- |
| Chile                                             |
| Colo-Colo 14:e titeln                             |

## Liguilla Pre-Libertadores
Lagen på plats 2 till 5 spelade en playoff-serie bestående av tre omgångar för att bestämma vilket lag som skulle bli det andra representationslaget i Copa Libertadores.
| Plac. | Lag                  | S | V | O | F | GM | IM | MSK | Poäng |
| ----- | -------------------- | - | - | - | - | -- | -- | --- | ----- |
| 1     | Magallanes           | 3 | 2 | 0 | 1 | 4  | 2  | 2   | 4     |
| 2     | Universidad de Chile | 3 | 1 | 1 | 1 | 4  | 2  | 2   | 3     |
| 3     | Cobreloa             | 3 | 1 | 1 | 1 | 1  | 3  | -2  | 3     |
| 4     | Universidad Católica | 3 | 1 | 0 | 2 | 2  | 4  | -2  | 2     |